# Nowy Orzechów
Nowy Orzechów – wieś w Polsce położona w województwie lubelskim, w powiecie parczewskim, w gminie Sosnowica.
W latach 1975–1998 miejscowość administracyjnie należała do województwa chełmskiego.
Wieś stanowi sołectwo w gminie Sosnowica. Według Narodowego Spisu Powszechnego z roku 2011 wieś liczyła 306 mieszkańców.
Wierni Kościoła rzymskokatolickiego należą do parafii Trójcy Świętej w Sosnowicy.

## Historia
Według opisu Słownika geograficznego Królestwa Polskiego z roku 1886, Orzechów Stary i Orzechów Nowy dwie wsie w powiecie włodawskim, ówczesnej gminie Uścimów, parafii Sosnowica, odległe 42 wiorsty od Włodawy a 7 wiorst od Ostrowa. Są tu dwa jeziora, pokłady torfu, młyn wodny.
Orzechów Stary posiadał w roku 1886 23 domy i 203 mieszkańców, zaś Orzechów Nowy 47 domów i 512 mieszkańców. Wsie leżą między jeziorami Tomasznie i Lejny. Dobra Orzechów składały się w 1876 roku z folwarku Orzechów Nowy, awulsu Czarnoladzice, osady młynarskiej Bobryk, a także wsi Orzechów Stary i Orzechów Nowy. Ogólna rozległość wynosiła 3109 mórg w tym: grunta orne i ogrody mórg 765, łąk mórg 344, pastwisk mórg 135, wody mórg 175, lasu mórg 1616, nieużytki stanowiły mórg 74. W folwarku budynków murowanych 2, z drewna 25. Las nieurządzony.
Wsie w dobrach Orzechów posiadały: Orzechów Stary osad 26, z gruntem mórg 649 wieś Orzechów Nowy osad 51, z gruntem mórg 1890.